# Götzeroth
Götzeroth ist ein Ortsteil der Ortsgemeinde Kleinich im Landkreis Bernkastel-Wittlich in Rheinland-Pfalz.

## Geographische Lage
Götzeroth liegt mitten im Hunsrück zwei Kilometer vom Hauptort Kleinich entfernt. Nächste Grund- und Mittelzentren sind Büchenbeuren, Sohren, Traben-Trarbach, Morbach, Bernkastel-Kues und Simmern. Der Flughafen Frankfurt-Hahn ist 15 Kilometer vom Ort entfernt.

## Einwohnerentwicklung
| Jahr | Einwohner |
| ---- | --------- |
| 1843 | 117       |
| 1910 | 110       |
| 1925 | 119       |
| 1949 | 104       |
| 1962 | 109       |
| 2008 | 80        |

- Der Anteil der evangelischen Christen lag 2008 bei 71,8 %, 1925 bei 98,3 %.

## Politik

### Gemeinde Götzeroth
Bis 1974 war Götzeroth eine eigenständige Gemeinde. Im Rahmen der Mitte der 1960er Jahre begonnenen Verwaltungsreform in Rheinland-Pfalz wurde am 17. März 1974 aus Götzeroth und weiteren sechs Gemeinden die heutige Ortsgemeinde Kleinich neu gebildet. Götzeroth hatte 1974 insgesamt 105 Einwohner.

### Ehemaliges Wappen
| Wappen von Götzeroth | Blasonierung: „Gespalten; vorn Grün mit Rodehacke, hinten in Silber ein grüner Eichenzweig.“                                                               |
| Wappen von Götzeroth | Wappenbegründung: Die Rodehacke weist auf die Endsilbe des Ortsnamens -roth. Die grüne Farbe und der Eichenzweig stehen für die Land- und Forstwirtschaft. |

### Ortsvorsteher (seit 1974)
Der Gemeindeteil Götzeroth ist gemäß Hauptsatzung zusammen mit Ilsbach einer von sieben Ortsbezirken der Ortsgemeinde Kleinich. Er wird politisch von einem Ortsvorsteher vertreten, während auf die Bildung eines Ortsbeirats verzichtet wurde.
Die bisherigen Ortsvorsteher:
| 1974–1979 | Emil Klei       |
| 1979–1999 | Manfred Barth   |
| 1999–2019 | Wolfgang Albohr |
| 2019-0000 | Michael Hacker  |

Michael Hacker wurde in den konstituierenden Sitzungen des Gemeinderates am 17. Juni 2019 und 9. Juli 2024 für jeweils weitere fünf Jahre in seinem Amt bestätigt.